# Pyterlahti

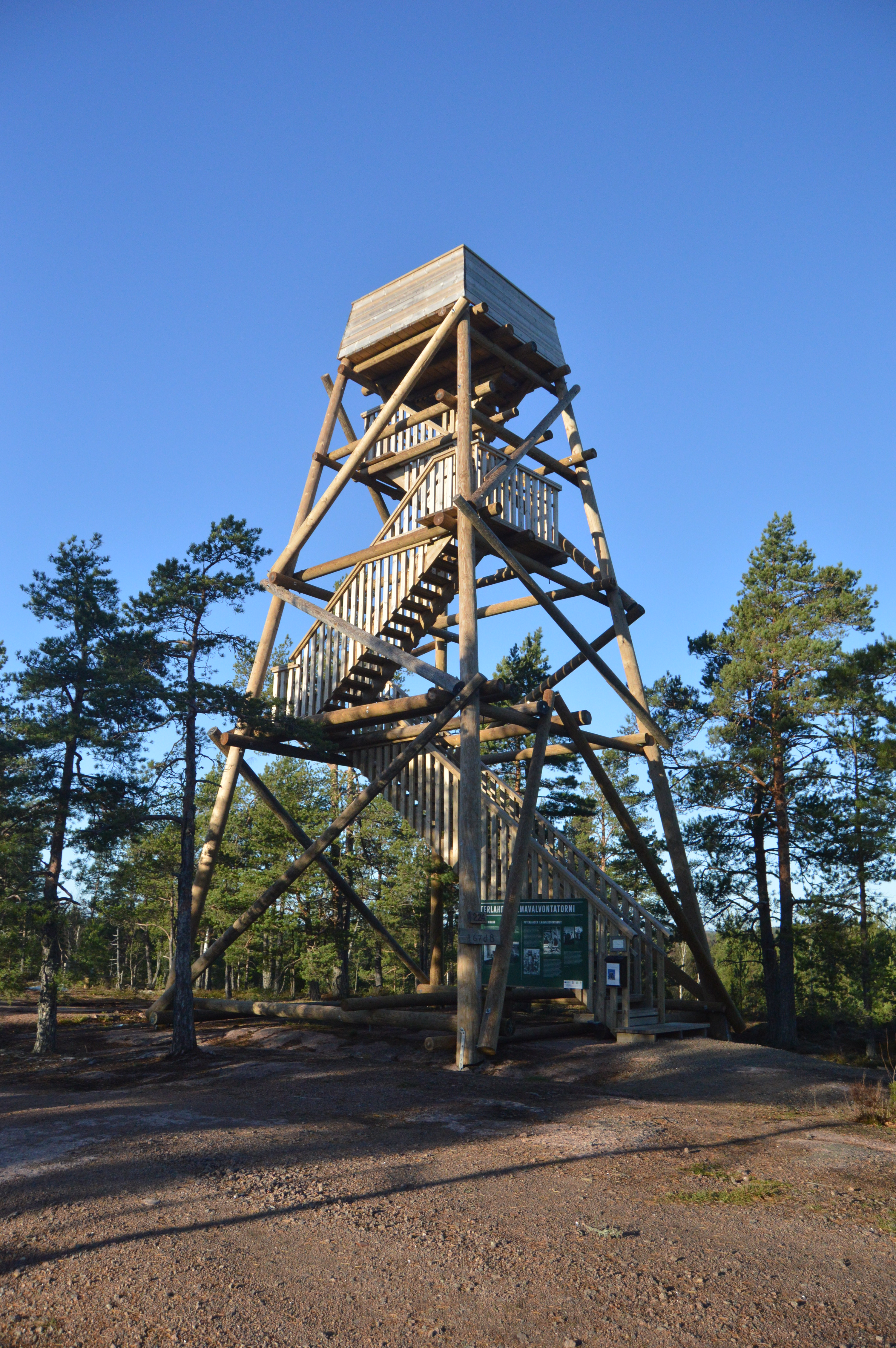
En rekontruktion av ett luftbevakningstorn i Pyterlahti

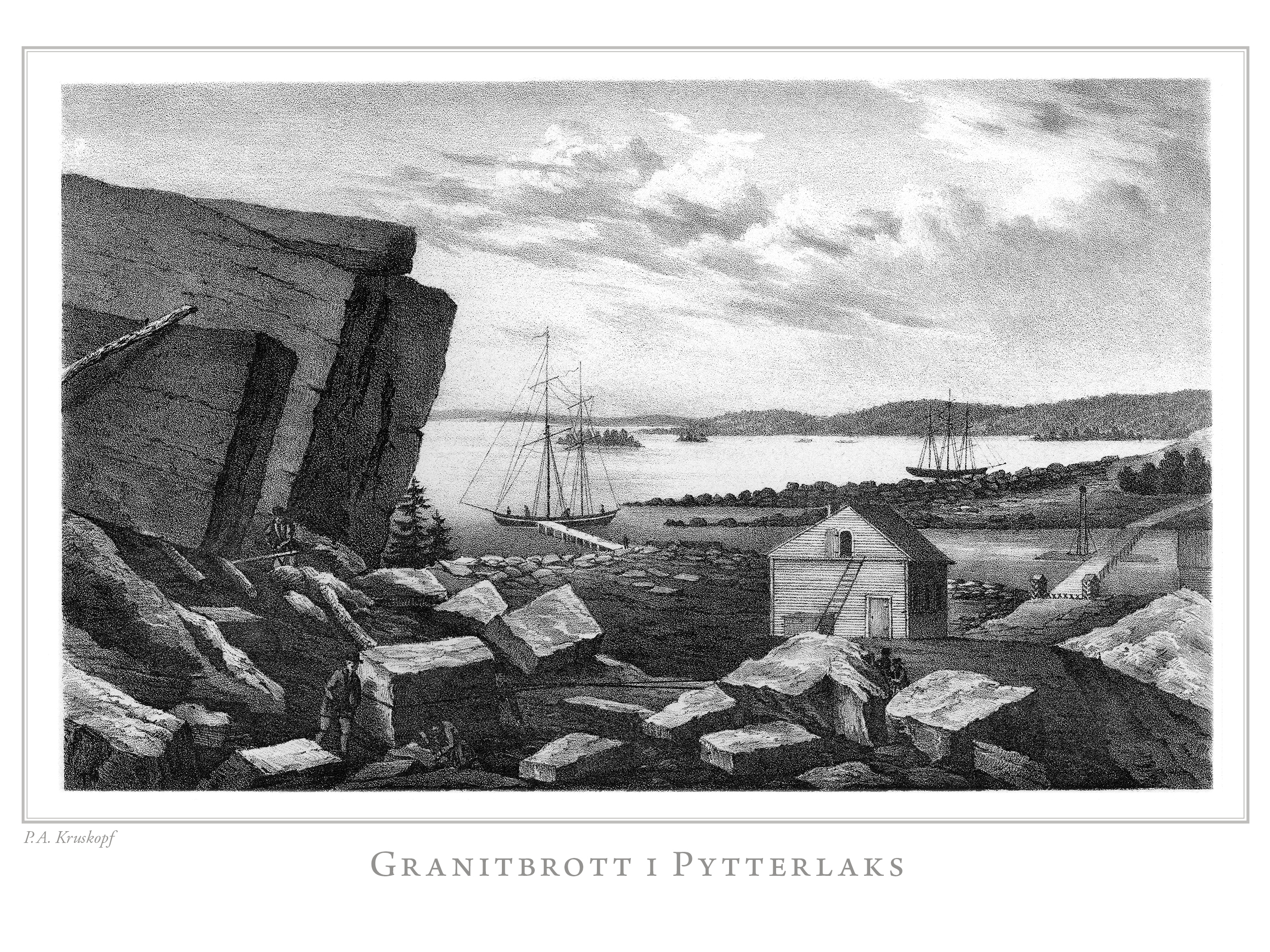
Litografi över granitbrott i Pytterlaks i Finland framstäldt i teckningar utgiven 1845-1852.

Pyterlahti är en by i Vederlax kommun i Kymmenedalen i Finland. Pyterlahti ligger strax sydväst om Virojoki. Ortens namn på svenska, numera föråldrat, är Pyterlax. 
Pyterlahti har gett namn åt bergarten pyterlit, som är en röd rapakivi, som bryts i trakten. Från det nu nedlagda Pyterlahti stenbrott fraktades på 1830-talet mycket stora stenblock till Sankt Petersburg för att bli kolonner i frontonerna till Isakskatedralen och den 25 meter höga kolonnen till Alexanderstatyn.
Skolhuset uppfördes 1872–1873 som en grundskola för flickor och var i bruk till 1975. Huset ritades av Fredrik August Odenwall (1843–1890). Byggnaden är sedan 1976 Vederlax hembygdsmuseum.